# Bryum cremocarpum
Bryum cremocarpum är en bladmossart som beskrevs av Lazarenko 1970. Bryum cremocarpum ingår i släktet bryummossor, och familjen Bryaceae. Inga underarter finns listade i Catalogue of Life.